# Острожец (Львовская область)
Острожец (укр. Острожець) — село в Мостисской городской общине Яворовского района Львовской области Украины.
Население по переписи 2001 года составляло 289 человек. Занимает площадь 1,568 км². Почтовый индекс — 81364. Телефонный код — 3234.